# Claudia Octavia
Claudia Octavia (limba latină: CLAVDIA•OCTAVIA) (n. 40 d.Hr., Roma, Imperiul Roman – d. 9 iunie 62 d.Hr., Ventotene⁠(d), Lazio, Regatul Italiei) a fost o Împărăteasă consoartă a Imperiului Roman. Ea a fost strănepoata împăratului Tiberius, verișoară primară pe linie paternă cu împăratul Caligula, fiica împăratului Claudius și sora vitregă și prima soție a împăratului Nero. Asteroidul 598 Octavia îi poartă numele.

## Viața

### Familia
Octavia a fost singura fiică a împăratului Claudius din cel de-al treilea mariaj al său cu verișoara sa de a doua Valeria Messalina. Ea a fost botezată după numele străbunicii ei Octavia cea Tânără, a doua dintre surorile mai mari și soră de sânge cu împăratul Augustus. Sora ei vitregă mai vârstnică a fost Claudia Antonia, fiica lui Claudius din cea de-a doua căsătorie cu Aelia Paetina, iar fratele său a fost Britannicus, fiul lui Claudiu cu Messalina.

### Primii ani
Claudia Octavia s-a născut la Roma, în partea a doua a anului 39/prima parte a anului 40. Pe când era încă o copilă, tatăl său a promis-o de soție viitorului pretor Lucius Junius Silanus Torquatus, care era unul din descendenții lui Octavian Augustus.

### Venirea la putere a lui Nero
Mama Octaviei, Valeria Messalina a fost executată în anul 48, pentru conspirație în vederea omorârii tatălui ei. După aceasta Claudius s-a căsătorit cu nepoata sa (și vara primară a Octaviei) Agrippina cea Tânără. Nero (cunoscut la acel moment ca Lucius Domitius Ahenobarbus) era fiul Agrippinei din prima ei căsătorie.
Agrippina, prin comploturi și manipulări, a pus capăt logodnei dintre Octavia și Lucius Silanus și l-a convins pe Claudius să îl adopte pe Nero ca fiu și moștenitor al său, aranjând căsătoria Octaviei cu Nero pe 9 iunie 53.

### Viața ca împărăteasă
Claudius a murit pe 13 octombrie 54 și Nero a acces la tron, posibil prin otrăvirea fratelui de sânge al Octaviei,  Britannicus, la începutul anului 55. Tacitus spune că din acel moment Octavia a devenit foarte nefericită , dar a învățat să își ascundă trăirile și sentimentele față de soțul și totodată fratele său vitreg. Octavia a fost prinsă în lupta pentru putere dintre Nero și mama sa, care s-a încheiat în martie 59, prin omorârea de către Nero a mamei sale.
Deși era admirată ca împărăteasă de către poporul roman, căsătoria a fost una nefericită. Octavia, arată Tacitus, era „o soție aristocratică și virtuoasă”, de aceea Nero o ura și a început să fie plictisit de ea (după cum precizează atât Tacitus cât și Suetonius), încercând în câteva ocazii să o stranguleze (Suetonius) și având aventuri cu o serie de femei libere, și anume Claudia Acte și apoi Poppaea Sabina. Când Poppaea a rămas însărcinată cu copilul lui Nero, acesta a divorțat de Claudia, pretinzând că este infertilă și s-a însurat cu Poppaea, la douăsprezece zile după divorț.

### Exilarea de către Nero și Poppaea și moartea

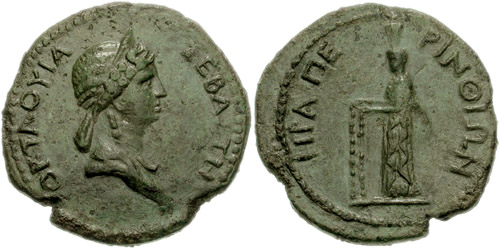
Monedă cu chipul Claudiei Octavia

Nero și Poppaea au exilat-o apoi pe Octavia în insula Pandateria (în zilele noastre Ventotene) pe baza unei acuzații false de adulter. Când Octavia se plânge de acest tratament slujitoarele ei o torturau în bătaie. 
Exilul Octaviei a devenit așa de nepopular încât cetățenii Romei au protestat zgomotos, mărșăluind pe străzi cu statuia Octaviei împodobită cu flori și cerând întoarcerea ei. Nero (foarte înspăimântat) a fost aproape de acord să se recăsătorească cu Octavia, dar în schimb îi va semna actul de condamnare la moarte.
Câteva zile mai târziu, Octavia a fost legată și i s-au deschis venele, ca într-un ritual tradițional roman de sinucidere. A fost apoi sufocată într-o baie cu aburi foarte fierbinți. Capul Octaviei a fost tăiat și trimis către Poppaea. Moartea ei a adus multă tristețe în Roma. Conform lui Suetonius, mulți ani mai târziu Nero încă avea coșmaruri despre mama sa și Octavia.

## Moștenirea literară
Evenimentele divorțului au fost dramatizate în piesa Octavia a lui Seneca, atribuită uneori lui Seneca cel Tânăr și, mai recent, în opera pierdută a lui Handel Nero, opera Încoronarea Poppeaei din 1643 a lui Giovanni Francesco Busenello, opera Octavia din 1705 a lui Reinhard Keiser și tragedia Ottavia din 1782 a lui Vittorio Alfieri. Octavia este de asemenea subiectul unui roman german - Die Römische Octavia - de Anthony Ulrich, Duke of Brunswick-Wolfenbüttel, precum și un personaj în romanul Claudius the God al lui Robert Graves și într-un serial de televiziune.